# Emilián z Vercelli
Svatý Emilián z Vercelli byl poustevník a biskup Vercelli.

## Život
Narodil se asi v polovině 5. století. Některé prameny mylně uvádějí, že byl španělského původu. Pravděpodobnější je že pocházel z kraje Piemont na severu Itálie. Jako vercellský biskup působil v těžkých časech, podobně jako jeho předchůdce svatý Eusebius. Padlé západní římské impérium, barbaři okupovali Itálii. Theodorich Veliký ostrogótský král, porazil Odoakra a Burgundsko, zmocnil se Ravenny a nakonec Itálii.
Čtyřicet let byl poustevníkem u města Sostegno, kde potom vznikl klášter pro kleriky. Dodnes se zde nachází kaplička která je zasvěcená svatému Emiliánovi. Byl vysvěcen na kněze a stal se biskupem Vercelli. I jako biskup si zachoval smysl kontemplace. O svoje věřící se věrně staral a nezanedbával je. Před Theodorichem bránil moc papeže. Začátkem 6. století šel do Říma na koncil který svolal svatý papež Symmachus. Doba byla nepokojná, někteří chtěli papeže sesadit, anulovat jeho zvolení a dokonce na něj spáchali neúspěšný atentát. Mír se vrátil roku 505 a to díky zásahu krále Theodoricha.
Byl velmi dobrým duchovním vůdcem, zpovědníkem řeholnic které žily v klášteře založené svatou Eusébií z Vercelli sestrou sv. Eusébia. Zemřel asi roku 506. Pochovali ho v katedrále. Dne 17. května 1181 dal biskup Albert přenést ostatky pod hlavní oltář. V 16. století je nechali přenést do kapličky, kterou mu poté zasvětily.
Jeho svátek se slaví 11. září.